# Aksel Smith

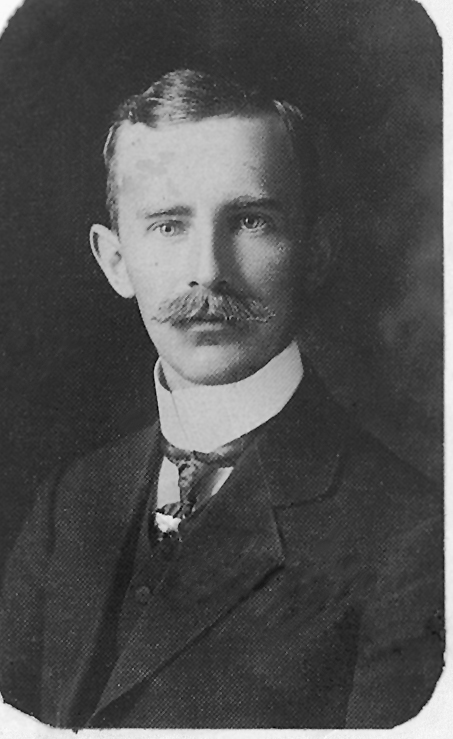
Aksel Smith

Aksel Smith (* 1880 in Kristiansand; † 18. Januar 1919 in Drøbak) war ein norwegischer Zahnarzt, Autor, Zeitschriftenverleger und Prediger bei den Smith Venner (Bewegung der Smith-Freunde) sowie einer der Pioniere und Mitgründer der Brunstad Christian Church, die in Deutschland als Die Christliche Gemeinde bekannt ist.

## Leben
Aksel Smith war der Bruder des Gründers der Brunstad Christian Church, Johan Oscar Smith, und gleichzeitig auch Mitinitiator der sogenannten Norwegerbewegung. 
Smith war bekannt dafür, sehr freigiebig zu sein und mehr wegzugeben als er verdiente. Er war eine treibende Kraft bei der Herausgabe eines eigenen monatlichen Gemeindeblattes, was 1912 mit dem Heft Skjulte Skatter (deutscher Titel: Verborgene Schätze) realisiert wurde. Als Zahnarzt verfügte er über einige private Mittel, um das Heft herauszugeben und auch den gleichnamigen Zeitschriftenverlag Skjulte skatters forlag zu gründen. Bis zu seinem Tod war er ein aktiver Herausgeber und Verfasser des Heftes. Seitdem entwickelte sich die Zeitschrift zu der wichtigsten Publikation der Gemeinde und wird heute noch in vielen Ländern weltweit in 28 Sprachen herausgegeben. Des Weiteren war er Autor verschiedener Schriften meist religiöser Natur und mehrerer Kirchenlieder sowie eines Gesangsbuches. Einige seiner Werke wurden nach seinem Tod in Buchform veröffentlicht.

## Schriften
- Stykker av Aksel Smith: fra Skjulte skatter 1912-1924. Skjulte skatters forlag, 1992, ISBN 82-992592-8-2.
- Artikelen van Aksel Smith. Verlag De weg, 2011, ISBN 90-73925-61-4.
- Fire trinn i den troendes liv. 1963.
- Vier stadia in het leven van de gelovige. Verlag Lectuurstichting De Weg, 1993, ISBN 90-73925-07-X.